# Й
Й, й 是一个西里尔字母。它在俄语中称呼为 и краткое, i kratkoje（短 I），在乌克兰语中称呼为 йот, jot 或 йи, ji，在保加利亚语中称呼为 и кратко, i kratko（短 I）。留意小写 й 的斜体写法为 ，与正体字母的写法分别很大。
在塞尔维亚语、黑山语及马其顿语，/j/音是用 Ј, ј 来表示。

## 字母的次序
在俄语和白俄罗斯语字母中排第11位，在乌克兰语字母中排第14位，在卢森尼亚语字母中排第16位，在保加利亚语字母中排第10位。

## 音值
通常为半元音 /j/，但通常 й 出现在字母组合如 широкий（/ij/，阔）、край（/aj/，结尾）、 долей（/ej/，部分）、горой（/oj/，山）和 буйство（/uj/，暴力）。 

## 转写
й在转写成拉丁字母时，通常转写作j或y（土库曼语通常转写作ý）。

## 字符编码
| 字符编码 | Unicode | ISO 8859-5 | KOI-8 | GB 2312 | HKSCS |
| -------- | ------- | ---------- | ----- | ------- | ----- |
| 大写 Й   | U+0419  | B9         | EA    | A7AB    | C7FD  |
| 小写 й   | U+0439  | D9         | CA    | A7DB    | C85F  |

## 参閲
- ȷ（不带点的小写j）
- И и（西里尔字母）
- Ј ј（西里尔字母）
- J j（拉丁字母）

## 外部連結
- 维基词典中的词条「Й」
- 维基词典中的词条「й」
- Буква Й （页面存档备份，存于） на сайте graphemica.com
- Буква й （页面存档备份，存于） на сайте graphemica.com